# تزوير الانتخابات
الغش الانتخابي أو تزوير الانتخابات هو تدخل غير قانوني في عملية الانتخابات لتجيير أصوات لمصلحة مرشح ما أو لسلبها من مرشح ما. أعمال الاحتيال تؤثر فرز الأصوات من أجل التوصل إلى نتائج الانتخابات، سواء عن طريق زيادة حصة تصويت المرشح الاوفر حظا، أو الغمط من نصيب التصويت للمرشحين المتنافسين أو كليهما، والآليات التي تشارك تشمل تسجيل الناخبين غير قانونية والترهيب في الانتخابات وفرز الأصوات غير لائق. ما هو تزوير الانتخابات بموجب القانون يختلف من بلد إلى آخر.
وحظرت وكثير من أنواع الغش الناخبين في التشريعات الانتخابية ولكن البعض الآخر في انتهاك للقوانين العامة مثل تلك التي تحظر الاعتداء والمضايقة أو التشهير. وعلى الرغم من الناحية الفنية 'تزوير الانتخابات' على المدى يغطي سوى تلك الأفعال التي هي غير مشروعة، ويستخدم أحيانا مصطلح لوصف الأفعال التي على الرغم من قانونية، تعتبر غير مقبولة أخلاقيا، خارج روح القوانين الانتخابية أو في انتهاك لمبادئ الديمقراطية. وتعتبر في بعض الأحيان وتظهر الانتخابات، والذي سوى مرشح واحد قادر على الفوز، ليكون التزوير الانتخابي على الرغم من أنها قد الامتثال للقانون.
في انتخابات وطنية، لا يمكن تزوير الانتخابات ناجحة لها أثر انقلاب أو فساد الديمقراطية. في انتخابات قد ضيق على كمية صغيرة من الاحتيال تكون كافية لتغيير النتيجة. إذا كان لا يتأثر نتيجة لذلك، يمكن الاحتيال لا تزال لديها تأثير ضار إذا لم يعاقب، لأنها يمكن أن تقلل من ثقة الناخبين في الديمقراطية. حتى يمكن تصور أن يكون مدمرا للاحتيال لأنه يجعل الناس أقل ميلا إلى قبول نتائج الانتخابات. هذا يمكن أن يؤدي إلى انهيار الديمقراطية وإقامة ديكتاتورية.
تخابات لاستطلاعات الرأي السياسية ويمكن أن يحدث في أي انتخابات حيث المكسب المحتمل يستحق المخاطرة بالغش، كما هو الحال في انتخابات النقابات العمالية للموظفين، ومجالس الطلاب، والرياضة والحكم، ومنح الجدارة على الكتب والأفلام والموسيقى أو البرامج التلفزيونية.
على الرغم من العديد من حالات التزوير الانتخابي، فإنها لا تزال ظاهرة من الصعب دراستها. وهذا ناشئ عن عدم الشرعية المتأصلة فيها. سن عقوبات قاسية بهلتزوير الانتخابي يجعل من المرجح أن الأفراد الذين يرتكبون الغش يقترفون فعلتهم لتوقعهم أنه لن يكتشفوا أو انهم سوف يُعذروا.

## طرق محددة
يمتلك المعهد الوطني للمعايير والتقنية بقائمة للأخطار التي تهدد أنظمة الانتخابات أو أساليب تزوير العملية الانتخابية التي تعتبر عملًا تخريبيًا.

### استغلال الناخبين
يمكن أن يحدث التزوير الانتخابي قبل بدء عملية التصويت في حال تم تغيير تركيبة الناخبين. تختلف شرعية هذه النوع من التلاعب باختلاف الولايات القضائية. يعتبر التلاعب المتعمد بنتائج الانتخابات انتهاكًا صارخًا لمبادئ الديمقراطية على نطاق واسع.

### التلاعب بالتركيبة الديموغرافية للناخبين
يمكن للسلطات في العديد من الحالات التحكم بشكل زائف في تركيبة جمهور الناخبين في سبيل الوصول إلى نتيجة معينة معروفة مسبقًا. تتمثل إحدى الطرق لذلك، في نقل عدد كبير من الناخبين إلى منطقة معينة قبل بدء العملية الانتخابية، وتخصيص مسكن لهم وإيوائهم في فنادق رخيصة. تمنع العديد من البلدان هذه الإجراءات من خلال فرض قوانين تنص على وجوب أن يعيش الناخب لفترة لا تقل عن (ستة أشهر على سبيل المثال) في دائرة انتخابية ما حتى يتمكن من التصويت فيها. يمكن، على الرغم مما سبق، استخدام هذه القوانين للتلاعب بالتركيبة الديموغرافية للناخبين، إذ تحرم هذه القوانين الأشخاص الذين لا يملكون عنوانًا دائمًا للسكن، كالمشردين والمسافرين والغجر والطلاب (الذي يدرسون بدوام كامل خارج مساقط رأسهم) وبعض العمال غير المؤقتين.
تتمثل الاستراتيجية الثانية من استراتيجيات التلاعب بالتركيبة الديموغرافية للناخبين في نقل الأشخاص إلى دائرة انتخابية ما بشكل دائم، الأمر الذي يتم عادة من خلال توزيعهم على مساكن شعبية، إذ إمّا أن يتركز الناخبون -في حال كان الأشخاص مؤهلون للحصول على سكن في المساكن الشعبية الخاصة بحزب معين- في منطقة واحدة، وبذلك تقل قيمة أصواتهم، أو ينتقلوا إلى دوائر انتخابية هامشية يمكنهم فيها ترجيح كفة الميزان نحو حزبهم، وأحد الأمثلة البارزة على ذلك، هو ما حدث في مدينة وستمنستر في إنجلترا تحت حكم شيرلي بورتر.
يمكن أيضًا استخدام قانون الهجرة لتلاعب بالتركيبة الديموغرافية للناخبين، فقد منحت ماليزيا -على سبيل المثال- الجنسية للمهاجرين القادمين من الفلبين وإندونيسيا المجاورتين لها في فترة الاقتراع، بهدف أن يتمكن أحد الأحزاب السياسية من السيطرة على ولاية «صباح»، وعرفت هذه العملية المثيرة للجدل باسم «المشروع آي سي»، وترتبط بذلك طريقة التلاعب بالمنافسات الانتخابية الأولية والانتخابات الخاصة بقادة الأحزاب. من الممكن للناخبين الذين يدعمون حزبًا ما أن ينضموا -بشكل مؤقت- إلى حزب آخر (أو أن يصوتوا له، عند السماح لهم بذلك) بهدف انتخاب مرشح ضعيف لقيادة ذلك الحزب، ليكون موقف قائد الحزب هذا -في حال فوزه بانتخابات قيادة حزبه- ضعيفًا أمام زعيم الحزب الذي يدعمه الناخب أساسًا. توجد العديد من الإدعاءات حول استخدام هذه الطريقة في انتخابات قيادة حزب العمال البريطاني في عام 2015 إذ شجع المحافظ توبي يونغ أتباعه من المحافظين على الانضمام إلى حزب العمال والتصويت لصالح جيريمي كوربين بهدف إجبار الحزب المنافس على «الاندثار الانتخابي»، وذلك بعد فترة وجيزة من انتشار هاشتاغ #ToriesForCorbyn (الذي يعني «محافظين من أجل كوربين») بشكل واسع على موقع تويتر.

### الحرمان من حق التصويت
من الممكن أيضًا التلاعب بالتركيبة الديموغرافية للناخبين من خلال حرمان بعض الفئات من حقهم في التصويت، مما يجعلهم غير قادرين على الإدلاء بأصواتهم. أقرت البلدان في بعض الحالات أحكامًا أثارت عددًا من العوائق العامة أمام تسجيل الناخبين، كوضع ضرائب على عملية الاقتراع أو وضع شرط على المشاركة بالاقتراع كمحو الأمية أو اجتياز اختبارات الإدراك، ومتطلبات حفظ السجلات، والتي طُبقت -بشكل فعلي- على جماعات من الأقليات. حُرم معظم الأمريكيين ذوي الأصل الأفريقي في الفترة ما بين بداية القرن العشرين وحتى ستينياته من حقهم بالانتخاب من خلال تطبيق التدابير آنفة الذكر عليهم. يمكن لمسؤولي الانتخابات الفاسدين إساءة استخدام القواعد التنظيمية لعملية التصويت كاختبار محو الأمية أو شرط إثبات الهوية أو العنوان، بطريقة تجعل من الصعب -أو حتى من المستحيل- على بعض الناخبين الإدلاء بأصواتهم في الانتخابات. في حال كان الهدف وراء هذه الممارسات عنصريًا ضد مجموعة دينية أو عرقية ما، فإنه سيؤدي إلى تشويه العملية السياسية، ويصبح النظام السياسي بذلك غير تمثيلي بشكل صارخ، وخير مثال على ذلك هو ما حدث في فترة ما بعد إعادة الإعمار، أو ما يعرف بـ (حقبة جيم كرو) حتى إقرار قانون حق التصويت في عام 1965. حُرم المجرمون من حقهم في التصويت في العديد من الولايات الأمريكية، وذلك في إستراتيجية تهدف إلى منع الأمريكيين من أصل أفريقي من التصويت.